# Vincenzo Righini
Vincenzo Righini (Bologna, 22 gennaio 1756 – Bologna, 19 agosto 1812) è stato un compositore e tenore italiano.

## Biografia
Frequentò l'Accademia Filarmonica di Bologna, allora Conservatorio di musica rinomato per l'insegnamento del castrato Antonio Bernacchi, per il canto, e di padre Martini, per la composizione. Per vent'anni svolse la professione di cantante; sue apparizioni sono attestate a Parma, a Firenze nel 1769 e a Roma nel 1770. Ebbe fama di ottimo maestro di canto. 

La sua attività di compositore in campo operistico iniziò verosimilmente al Teatro Regio di Praga, città dove era giunto con la compagnia di Giuseppe Bustelli. A Praga compose tre opere buffe: La vedova scaltra (1774), La bottega del caffè (1775) e Il convitato di pietra (1776), una delle prime opere sul tema di Don Giovanni. Scrisse anche Il Demogorgone su libretto di Lorenzo Da Ponte (1786), ma fu un insuccesso. Ciononostante dal 1779 al 1788 è stato Kapellmeister a Vienna, come successore di Antonio Salieri che si era recato a Parigi; in questo periodo produce una cantata, La Sorpresa amorosa, ossia Il natale di Apollo scritta per la Tonkünstler-Societät e rappresentata nei giorni 22 e 23 dicembre 1789, su testo di Antonio de Filistri. Nel 1788 sposò il contralto Anna Maria Lehritter. Ai primi del 1789 si recò a Magonza come Kapellmeister dell'arcivescovo Friedrich Karl Josef von Erthal, rimanendovi fino al 1793, l'anno in cui morì la moglie. A Magonza scrisse numerose composizioni religiose, la più nota delle quali è la Missa Solemnis op. 59. Nel 1793 si recò a Berlino, sempre in qualità di Kapellmeister.  

Dopo la Rivoluzione francese svolse un'intensa attività in numerose regioni d'Europa. Morì nel 1812 in occasione di un suo ritorno, che nelle intenzioni doveva essere temporaneo, nella città natale. È sepolto nella Loggia di Levante della Certosa di Bologna. Sul monumento funebre è posto un suo ritratto a medaglione, opera di Vincenzo Testoni.

## Opere
Oltre ad opere liriche, si ricordano di lui una messa per l'incoronazione di Leopoldo II (1790), un Te Deum per il compleanno della regina Luisa di Prussia (1810). Ha lasciato inoltre numerose composizioni minori per canto. Fra le sue opere si ricordano:
- La vedova scaltra su libretto di Nunziato Porta, tratto dalla omonima commedia di Carlo Goldoni (1774)
- La bottega del caffè, ossia Il maldicente su libretto di Nunziato Porta, tratto dalla commedia omonima di Carlo Goldoni (1775)
- Il convitato di pietra o sia Il dissoluto su libretto di Nunziato Porta (1777) al Kärntnertortheater di Vienna
- Armida su libretto di Marco Coltellini (23 luglio 1782)
- Piramo e Tisbe (21 marzo 1784)
- L'incontro inaspettato su libretto di Nunziato Porta (27 aprile 1785)
- Arianna
- Atalanta e Meleagro
- Enea nel Lazio
- Tigrana
- Il Demogorgone ovvero Il filosofo confuso su libretto di Lorenzo Da Ponte (12 luglio 1786)
- Alcide al bivio su libretto di Pietro Metastasio (1790)
- La Selva incantata
- La Gerusalemme liberata ossia Armida al campo de' Franchi, su libretto di Antonio de' Filistri da Caramondani dal poema di Torquato Tasso (17 gennaio 1803, Königliches Nationaltheater di Berlino)